# Klasztor karmelitów bosych w Czernej

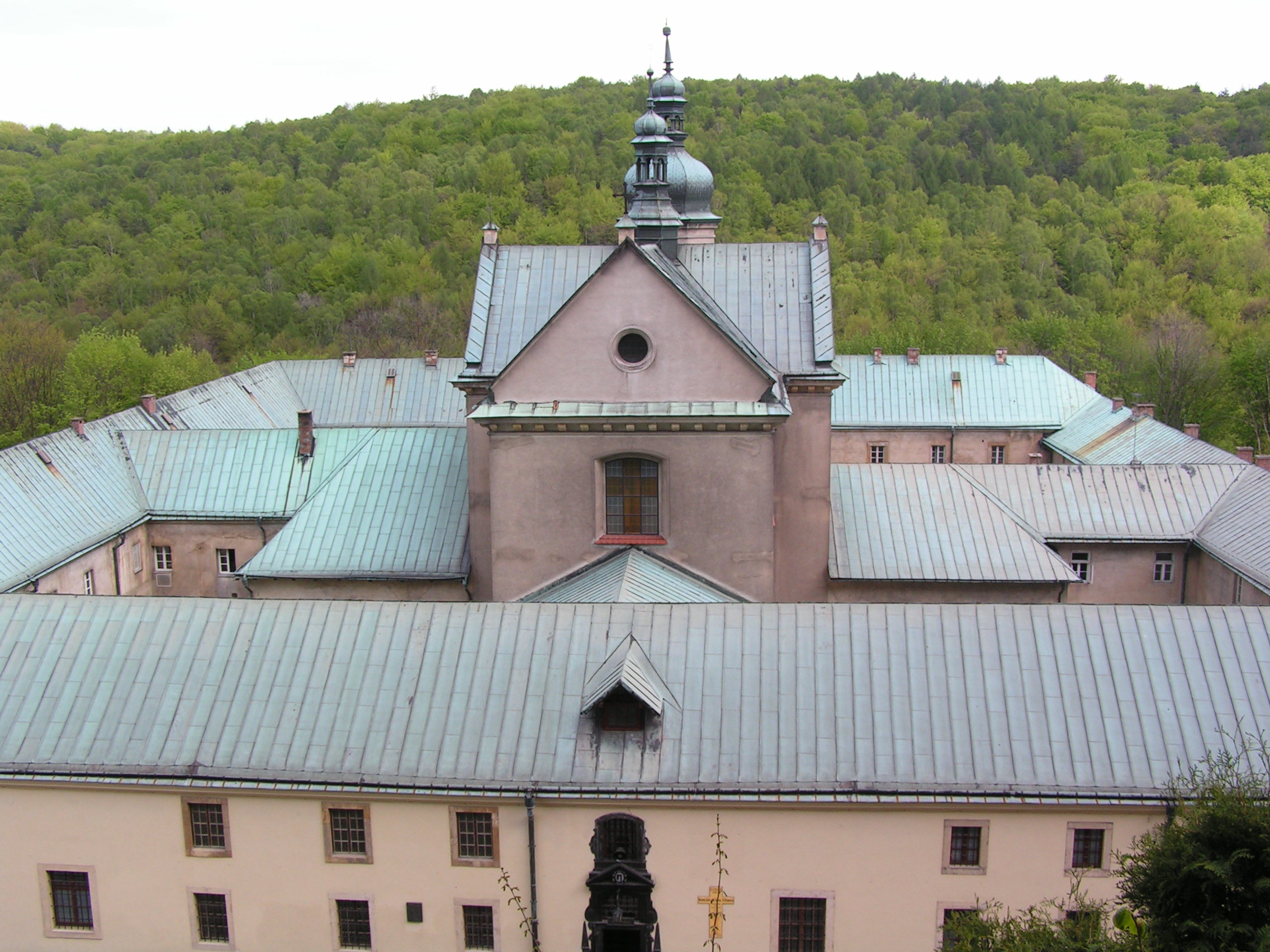
Klasztor z kościołem

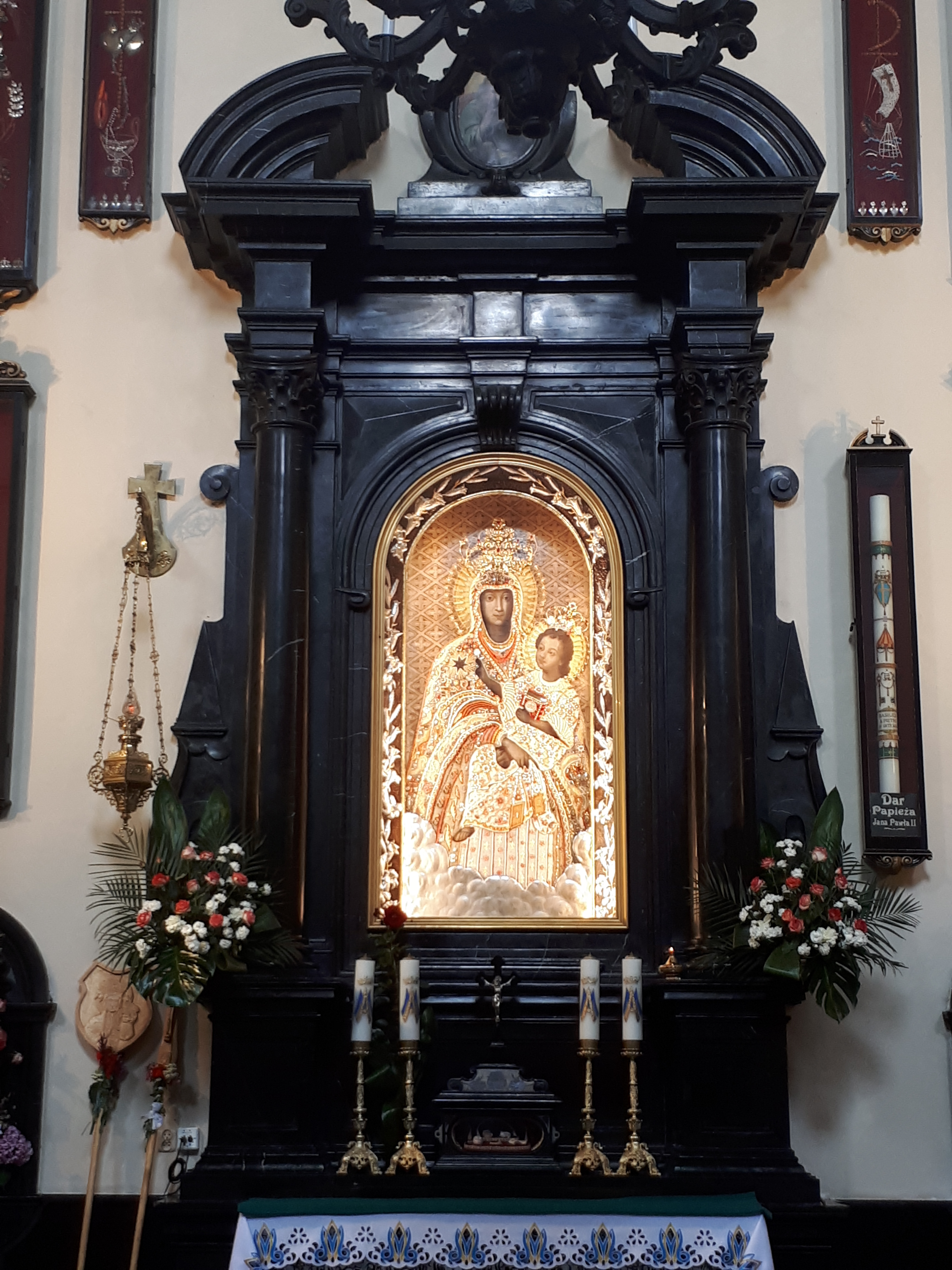
Obraz Matki Bożej Szkaplerznej w Klasztorze karmelitów bosych w Czernej

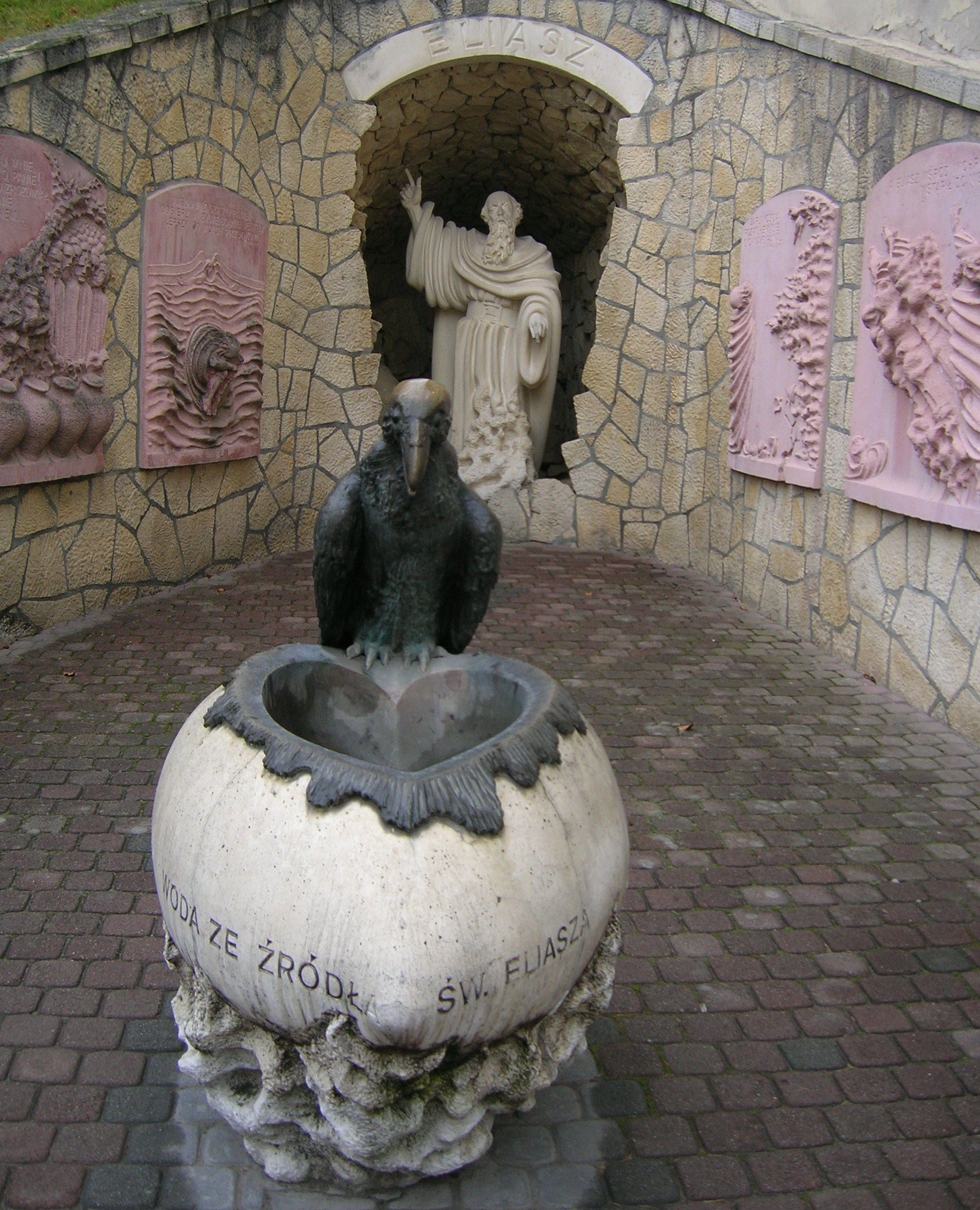
Woda ze źródła Eliasza oraz figura i płaskorzeźby z historii biblijnej Eliasza

Klasztor karmelitów bosych w Czernej – męski klasztor karmelitów bosych, we wsi Czerna w województwie małopolskim; podwójne sanktuarium: Matki Bożej Szkaplerznej i św. Rafała Kalinowskiego.

## Historia
Klasztor został ufundowany w 1629 przez Agnieszkę z Tęczyńskich Firlejową (1578–1644), wdowę po Mikołaju Firleju (zm. 1600), wojewodzinę krakowską, siostrę Jana Tęczyńskiego – ostatniego z rodu. Tradycja przekazana przez Hugona Kołłątaja podaje, że pierwotnie ogromny wpływ na pobożną a bogatą wdowę mieli jezuici, którzy mamili ją wizjami niebieskimi. Urządzali specjalne bale, na których wdowa Firlejowa tańczyła z przebranymi za świętych nowicjuszami. Od złego wpływu wyzwolił ją karmelita, wędrowny mnich. Za namową wizytatora prowincji karmelitów o. Gerarda zdecydowała się wesprzeć klasztor. Przy pomocy brata, który skłonił podwojewodziego Wojciecha Miroszewskiego do wykupu na swoje nazwisko, a za pieniądze Firlejowej, wsi Paczółtowice, Siedlec, Żbik, młyna Chechło i części Żar, które przekazała jako dobra klasztorowi w Czernej. Klasztorny kościół św. Eliasza konsekrowano w 1644. W 1672 przeor klasztoru zabronił miejscowym chłopom podróży do Krakowa, aby na gruntach klasztornych odrabiali pańszczyznę.
Aż do 1805 klasztor był pustelnią i wierni nie mieli do niego wstępu. Po wyłączeniu kościoła spod klauzury Czerna stała się miejscem kultów św. Rafała Kalinowskiego i Matki Boskiej Szkaplerznej, której obraz znajduje się w kościele. 22 lipca 1869 po przesłuchaniu przeora klasztoru, który przyznał, że wiedział o przetrzymywaniu Barbary Ubryk w celi klasztornej karmelitanek bosych na krakowskiej Wesołej, został aresztowany pod zarzutem współudziału w tej sprawie. W 1944 w Nawojowej Górze został zamordowany przez hitlerowców przeor Alfons Mazurek.

## Kompleks klasztorny
Klasztor ma plan czworoboku o wymiarach 70 × 70 m, w centrum którego znajduje się niewielki kościół, wzniesiony w rzucie krzyża, zaakcentowany wieżą. W bocznych skrzydłach klasztoru znajdują się pomieszczenia wspólne i cele zakonników, połączone krużgankiem. Do zabudowań przylega cmentarz, na którym znajduje się nagrobek gen. Aleksandra Błędowskiego pochowanego w 1831. Nagrobek wykonał Ferdynand Kuhn.
Kompleks znajduje się w Dolinie Eliaszówki i niemal z wszystkich stron otacza go leśny rezerwat przyrody Dolina Eliaszówki. Usytuowany jest na stoku wzgórza – w dokumencie z 1577 pod nazwą w Bełku – o wysokości 430 m n.p.m., porośniętego lasem, który skrywa pozostałości po dawnych zabudowaniach klasztornych. Cały teren o powierzchni 80 ha pierwotnie otoczony był murem klauzurowym o długości ponad 4 km i wysokości 2,5 m, wzniesionym w latach 1640–1672, którego ruiny zachowały się do dziś. Stanowił granicę klauzury papieskiej. Zostało wzniesionych także dwanaście domków pustelniczych, z których tylko po czterech pozostały ślady. Jeden z nich, zwany pustelnią św. Agnieszki, został odbudowany w 1966–1969. Zachowały się też dwie z trzech grot skalnych oraz ruiny Mostu Pustelniczego nad potokiem Eliaszówka, zwanego Diabelskim Mostem (1671–1691), z którym wiązane są liczne legendy.
Na stoku wzgórza wzniesiono w latach 1986–1990 stacje drogi krzyżowej z rzeźbami Alfreda Kotowskiego oraz kilka kaplic.
Obok klasztoru, w latach 2010–2016, wzniesiono i oddano do użytku składający się z dwóch budynków Dom Pielgrzyma, w którym obok noclegów i restauracji znajdują się księgarnia i multimedialne Muzeum Karmelitańskie.
Studnia, znajdująca się na klasztornym podwórku, została wykuta w litej skale w latach 1644–1651. Jej głębokość wynosi 21,5 m, a średnica 2 m. Studnia obudowana jest późniejszą kopułą, krytą gontem i wspieraną przez osiem kolumn.
Przy leśnych ścieżkach znajdują się zagłębienia w ziemi, po zasypanych sztolniach wydobywczych rudy galmanu z przełomu XIX i XX w.
Teren klasztoru położony jest na obszarze Natura 2000 – Czerna, który został utworzony w celu ochrony kolonii rozrodczej podkowca małego (Rhinolophus hipposideros) – gatunku z załącznika II dyrektywy siedliskowej. Zlokalizowana jest ona w piwnicy klasztoru. Występują tu także dwa inne gatunki nietoperzy: nocek orzęsiony (Myotis emarginatus) i nocek duży (Myotis myotis). Dodatkowo, w najbliższym sąsiedztwie klasztoru występuje żyzna buczyna karpacka – siedlisko z załącznika I.

### Kościół
Kościół św. Eliasza z 1631–1640, jest miejscem kultów Matki Boskiej Szkaplerznej i św. Rafała Kalinowskiego. Wzniesiony na planie krzyża łacińskiego w stylu wczesnobarokowym, zdobiony jest czarnym marmurem dębnickim (kamieniołom w Dębniku należał wówczas do klasztoru). Z tego materiału wykonane są m.in. ołtarze, posadzka i świeczniki oraz portal, prowadzący do kościoła, w którym nad drzwiami znajduje się sentencja: Ipse Deus locum secretum quaret. O beata solitudo. O sola beatitudo. Przy wejściu do kościoła, pod posadzką, została pochowana fundatorka klasztoru. Do kościoła przylegają dwie kaplice: św. Jana od Krzyża oraz św. Rafała Kalinowskiego, gdzie umieszczone są jego szczątki.
W ołtarzu głównym znajduje się obraz przedstawiający św. Eliasza, namalowany przez Tomasza Dolabellę w 1640. W ołtarzu bocznym umieszczony jest otoczony czcią obraz Matki Boskiej Szkaplerznej z XVII wieku o wymiarach 208 × 107 cm. Obraz został koronowany koronami papieskimi w 1988.
Przed kościołem znajduje się plac, przy którym w 1995 wykonano grotę z pomnikiem biblijnego proroka Eliasza i scenami z jego życia (dłuta Alfreda Kotkowskiego) oraz źródełko w kształcie serca z rzeźbą kruka, który według Biblii przynosił mu pożywienie. Na zboczu wzgórza, wznoszącym się przed kościołem, usytuowany jest ołtarz polowy, a nad nim (od 2005) punkt widokowy.

### Cmentarz klasztorny
Obok kościoła znajduje się cmentarz klasztorny. W latach 1673–1837 zmarłych pustelników grzebano w grobowcu w podziemiach kościoła. W latach 1843–1845 założono cmentarz z południowej strony klasztoru. Zajmuje on działkę o wymiarach 40 x 24 m. W 1948 roku szczątki 60 pustelników przeniesiono z grobowca do wspólnej mogiły (drugi grób na środku cmentarza po prawej stronie pomnika).

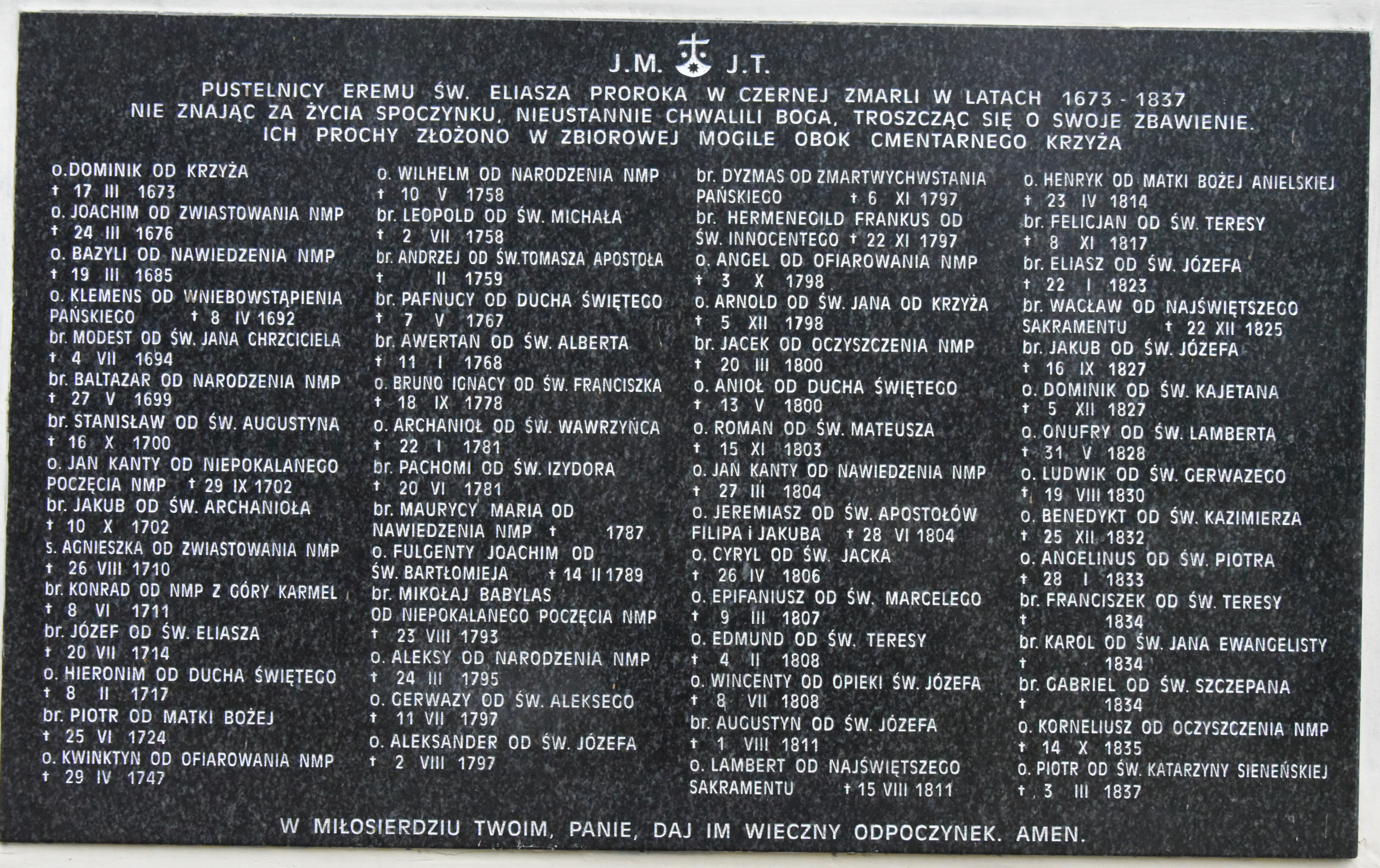
Pustelnicy eremu św. Eliasza, tablica pamięci

Na środku cmentarza znajduje się żelazny krzyż. W trzech narożach cmentarza pobudowano kapliczki: św. Teresy od Jezusa z barokową statuetką Świętej; św. Marii Magdaleny przedstawionej na marmurowej płaskorzeźbie z czarnego marmuru; św. Józefa, patrona dobrej śmierci, z jego statuą wykonaną w XIX w. w stylu ludowym. Obok kapliczki do św. Józefa znajduje się grobowiec Sióstr Karmelitanek Dzieciątka Jezus z Domu Rekolekcyjnego w Czernej. Płaskorzeźba z czarnego marmuru przedstawiająca św. Marię Magdalenę, to jedyna pamiątka po licznych ołtarzach kaplic pustelni rozsianych po całym terenie eremu, z których pozostałych tylko nieliczne ruiny. Ta płaskorzeźba pochodzi z pustelni św. Marii Magdaleny z drugiej strony potoku Eliaszówki w stronę Paczółtowic. Na środku cmentarza stoi pomnik o. Dominika od św. Kajetana (Michała Horwatha, 1757–1827). Dwie tablice na murze upamiętniają miejsca w których spoczywali: św. Rafał od św. Józefa i bł. o. Alfons Maria od Ducha Świętego (Józef Mazurek). Obok miejsca grobu bł. o. Alfonsa jest grób czcigodnego Sługi Bożego brata Franciszka od św. Józefa (Jerzego Powiertowskiego, 1917–1944).
Na stronie północnej ogrodzenia cmentarza (przy klasztorze) znajduje się marmurowe epitafium dla o. Telesfora od św. Józefa (Józefa Sołtysika, 1786–1851), zasłużonego dla klasztoru przeora.
Po stronie południowej cmentarza ustawiony jest nagrobek Aleksandra Błędowskiego (1788–1831), generała Wojsk Polskich powstania listopadowego, wykonany przez rzeźbiarza Ferdynanda Kuhna z następującym napisem: Tu leży Aleksander Błędowski Jenerał Wojsk polskich, którego kule moskiewskie mijały, a srożna przyjaciółka Moskali, cholera, życie mu przerwała. Ku wiadomości potomnych, przyjaciel jego Stanisław Klicki ten pomnik wystawił. Żył lat 43, umarł d. 25, m. lipca, R.P. 1831.
Napis ten częściowo zniszczony w 1836 r. na polecenie władz administracyjnych Rzeczypospolitej Krakowskiej jako ubliżający honorowi armii rosyjskiej. Także na ścianie południowej cmentarza umieszczono tablicę z wykazem pomordowanych karmelitów bosych w czasie II wojny światowej i wzorowych zakonników. Do nich należą m.in. o. Jozafat od św. Józefa (1866–1910); Brat Bogumił od św. Jozafata (1871–1960).
Tutaj również spoczywają zakonnicy, którzy byli prześladowani i karani zsyłką do obozów karnych w Kazachstanie przez okupacyjne władze sowieckie: o. Jakobin od św. Gerarda (1907–1976), o. Beniamin od św. Rodziny (Karol Kozera, 1916–1989). Za wierność Ojczyźnie i Kościołowi prześladowany był przez NKWD o. Marian od Najśw. Serca Pana Jezusa (Romuald Warakomski, 1908–1986), żołnierz Armii Krajowej, zasłużony pracownik Komórki Legalizacyjnej Sztabu Okręgu Wileńskiego AK w latach 1939–1947.

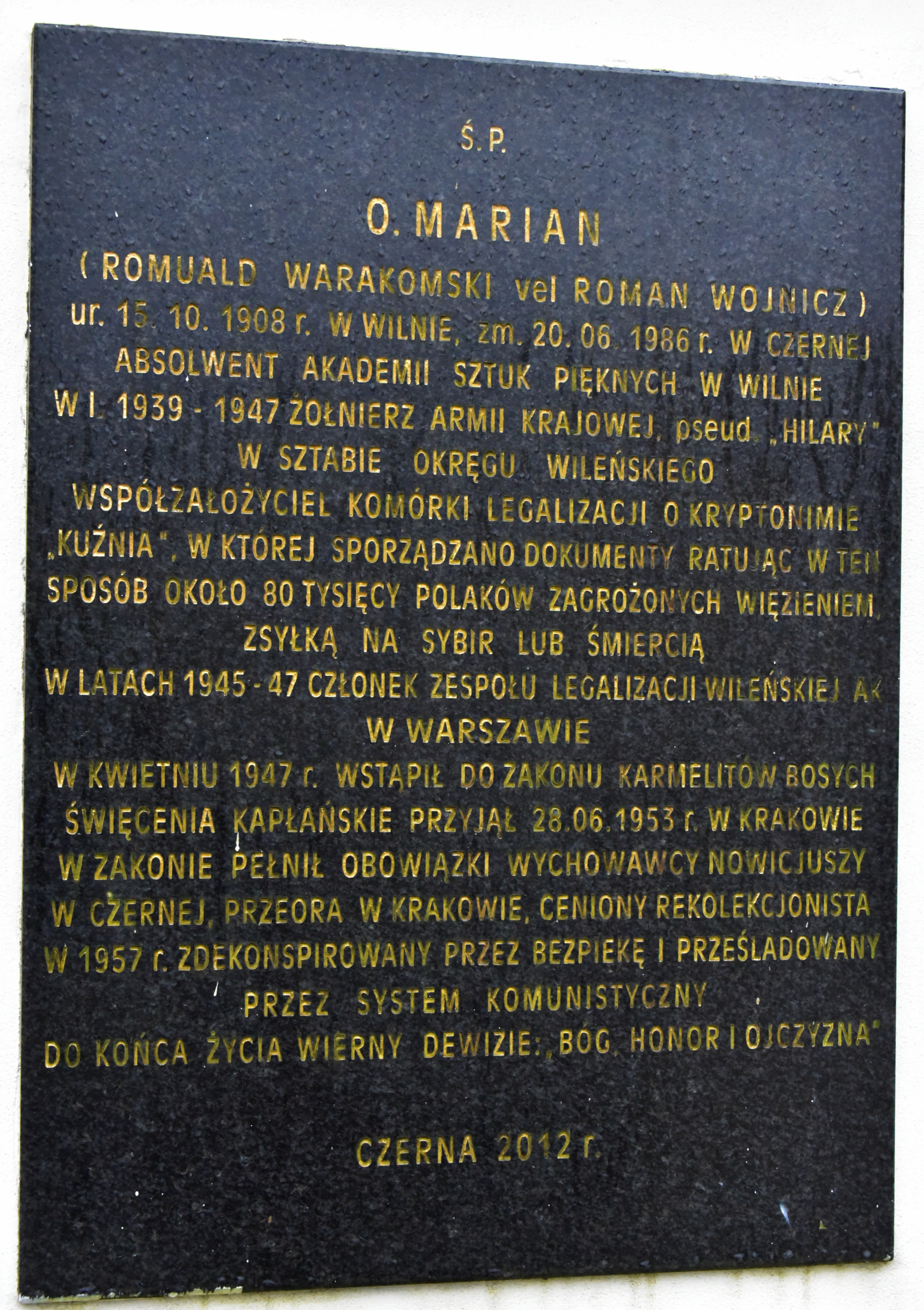
Romuald Warakomski, tablica pamięci, cm. Czerna

Wśród grobów zakonników znajduje się także mogiła Brata Hipariona od św. Teresy (Alojzego Sielickiego (1922–1970)). Służył on i walczył w Armii Kościuszkowskiej o Wał Pomorski i zdobywał Berlin w 1945 roku. W nagrodę otrzymał wiele odznaczeń zarówno polskich, jak i sowieckich.
Grobowiec fundatorki hrabianki Agnieszki z Terczyńskich Firlejowej znajduje się w progu świątyni pod posadzką i nakryty jest marmurową płytą na której wyryto napis, obecnie nieistniejący z powodu wydeptania, który w przekładzie polskim brzmi: Panie daj mi miejsce z owieczkami, nie odłączaj mnie z kozłami, na prawicy postaw ze sługami. Agnieszka hrabianka z Tęczyna Firlejowa, wojewodzina krakowska, tej świątyni fundatorka, najhojniejsza dobrodziejka ubogich zakonników i duchowieństwa, po sześćdziesiątym szóstym roku swego życia, czterdziestym siódmym swego wdowieństwa, rozstała się z tym światem 16 czerwca, roku pańskiego MDCXLIV. Ktokolwiek tędy przechodzisz dla modlitwy, westchnij nabożnie: o łaskawy Jezu Panie, daj jej wieczne spoczywanie. Amen”

## Szlaki turystyczne
Przebieg szlaku  Dolinek Jurajskich:
szlak prowadzi przez: Krzeszowice, Dolinę Eliaszówki, klasztor w Czernej, Dębnik, Dolinę Racławki, Paczółtowic, Żary, Szklary, fragment Doliny Będkowskiej, Dolinę Kobylańską, zabytkowy dwór z 3 ćw. XVIII w. w Karniowicach, Dolinę Bolechowicką, Zelków, Wierzchowie, koło Jaskini Mamutowej i Jaskini Wierzchowskiej Górnej, Murownię, następnie przez Ojcowski Park Narodowy (węzeł szlaków), potem przez Dolinę Sąspowską, Sąspów, Kalinów, Maczugę Herkulesa, a szlak kończy swój bieg przy zamku Pieskowa Skała.
Do klasztoru prowadzi również Jurajski Rowerowy Szlak Orlich Gniazd.